# Сайтьо

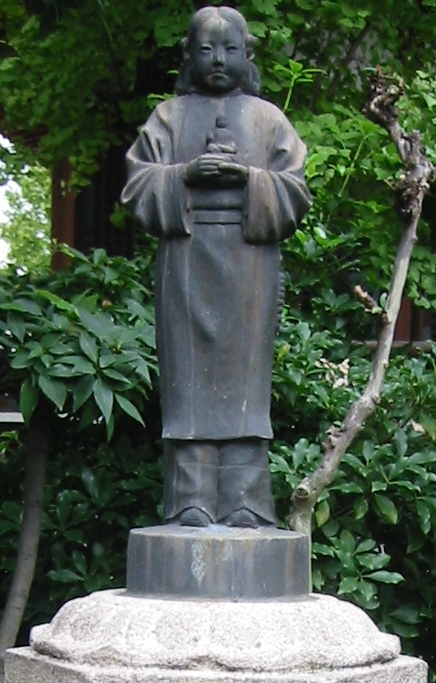
Статуя Сайтьо у храмі Нофукудзі у місті Кобе.

Сайтьо (яп. 最澄 — «найвища ясність», 19 вересня 767 — 26 червня 822) — японський монах, засновник буддистської школи Тендай-сю в Японії. Відомий також за посмертним ім'ям Денґьо Дайсі (伝教大師, «Великий наставник — передавач вчення»).

## Короткі відомості
Сайтьо народився 767 року у благочестивій буддійській родині, яка походила від переселенців з материка. Він став ченцем школи Кеґон-сю у центральному храмі Тодайдзі в столиці Нара. Однак, розчарувашись у столичному буддизмі, у 785 році Сайтьо, разом із групою однодумців, перебрався до гори Хієй, де заснував власну буддистську общину. Він зацікавився текстами китайської школи Тяньтай, які декількома десятиліттями раніше привіз у Японію китайський монах Ґандзін.
У 794 році, за правління імператора Камму, новою столицею стало місто Хей'ан — сучасне Кіото. Монархія потребувала вчених та інтелектуалів. Камму викликав Сайтьо та відправив його разом із групою монахів до Китаю, щоб вивчати буддизм і переймати передовий цивілізаційний досвід. Сайтьо потрапив до школи Тяньтай-цзун на горі Тяньтай, де був посвячений у таємниці езотеричного буддизму. Там само він отримав висвяту й повернувся додому 806 року. Його вантаж містив сотні буддистських сутр і коментарів до них.
У 806 році Сайтьо заснував школу Тендай-сю в Японії, але ченці цієї школи змушені були направлятися за ординацією до старих буддистських сект у Нарі. Аби уникнути цього, у 807 році Сайтьо, спираючись на підтримку імператора Камму, власноруч постриг у монахи сто учнів. Усі вони оселилися в общині на горі Хієй, неподалік від столиці, де заснували монастир Енрякудзі. Ченці були зобов'язані провести дванадцять років у суворій дисципліні, медитаціях і навчанні. Найкращі учні отримували місця в монастирі, інші — посади при уряді й дворі.
За правління імператора Саґа, у 822 році, школа Тендай-сю отримала право самостійно проводити постриг і висвяту ченців. Цей привілей був наданий за тиждень після смерті Сайтьо. Спадкоємцем Сайтьо став чернець Ґісін, якого згодом заступив Еннін, створивши храм пам'яті патріарха школи.
| Прапор Японії | Це незавершена стаття про Японію. Ви можете допомогти проєкту, виправивши або дописавши її. |